# Богденешть (Ботошань)
Богденешть, Богденешті (рум. Bogdănești) — село у повіті Ботошані в Румунії. Входить до складу комуни Санта-Маре.
Село розташоване на відстані 367 км на північ від Бухареста, 45 км на схід від Ботошань, 60 км на північний захід від Ясс.

## Населення
За даними перепису населення 2002 року у селі проживали 456 осіб, усі — румуни. Усі жителі села рідною мовою назвали румунську.